# Jerzy Jan Maciak
Jerzy Jan Maciak (ur. 12 lipca 1932 w Belsku Dużym, zm. 14 czerwca 2016 w Warszawie) – polski polityk, działacz ruchu ludowego, podsekretarz stanu w ministerstwie rolnictwa PRL, poseł na Sejm PRL VII kadencji. 

## Życiorys
Był synem Edwarda i Apolonii. Od 1946 był członkiem Związku Młodzieży Wiejskiej RP „Wici”, zaś od 1949 Stronnictwa Ludowego, a następnie Zjednoczonego Stronnictwa Ludowego. Należał także do Towarzystwa Przyjaźni Polsko-Radzieckiej. W latach 1948–1950 piastował funkcję przewodniczącego Koła Związku Młodzieży Polskiej w Środzie Wielkopolskiej, a następnie w latach 1953–1954 kierownika Państwowego Gospodarstwa Rolnego. W 1954 ukończył Wyższą Szkołę Rolniczą w Olsztynie, uzyskując tytuł inżyniera rolnika. Był między innymi w latach 1965–1970 dyrektorem w Zjednoczeniu Hodowli Roślin i Nasiennictwa w Warszawie, a następnie w latach 1970–1976 podsekretarzem stanu w ministerstwie rolnictwa i prezesem Zarządu Głównego Centralnego Związku Kółek Rolniczych. Zasiadał w warszawskim komitecie ZSL oraz od 1969 do 1972 w prezydium Dzielnicowej Rady Narodowej Warszawa-Mokotów. W 1973 i 1976 był wybierany w skład naczelnego komitetu ZSL i jego prezydium. W latach 1976–1980 był posłem oraz zastępcą przewodniczącego Komisji Planowania przy Radzie Ministrów.
Odznaczony Srebrnym i Złotym Krzyżem Zasługi oraz Krzyżem Kawalerskim Orderu Odrodzenia Polski.